# Preferência
Em psicologia, economia e filosofia, preferência é um termo técnico geralmente usado em relação à escolha entre alternativas. Por exemplo, alguém prefere A a B se preferir escolher A do que B. As preferências são centrais para a teoria da decisão por causa dessa relação com o comportamento. Alguns métodos, como a Abordagem Ordinal de Prioridades, utilizam a relação de preferência para a tomada de decisão. Como estados nativos, eles estão intimamente relacionados aos desejos. A diferença entre os dois é que os desejos são dirigidos a um objeto, enquanto as preferências dizem respeito a uma comparação entre duas alternativas, das quais uma é preferida à outra.
Na insolvência, o termo é usado para determinar qual obrigação pendente a parte insolvente tem que liquidar primeiro.

## Psicologia
Em psicologia, preferências referem-se à atitude de um indivíduo em relação a um conjunto de objetos, tipicamente refletida em um processo explícito de tomada de decisão (Lichtenstein e Slovic, 2006). O termo também é usado para significar julgamento avaliativo no sentido de gostar ou não de um objeto (por exemplo, Scherer, 2005), que é a definição mais típica empregada em psicologia. No entanto, isso não significa que uma preferência seja necessariamente estável ao longo do tempo. A preferência pode ser notadamente modificada por processos decisórios, como as escolhas (Brehm, 1956; Sharot, De Martino, & Dolan, 2009), mesmo inconscientemente (ver Coppin, Delplanque, Cayeux, Porcherot, & Sander, 2010). Consequentemente, a preferência pode ser afetada pelo entorno e educação de uma pessoa em termos de localização geográfica, origem cultural, crenças religiosas e educação. Esses fatores afetam a preferência à medida que a exposição repetida a uma determinada ideia ou conceito se correlaciona com uma preferência positiva.

## Economia
Em economia e outras ciências sociais, preferência refere-se ao conjunto de pressupostos relacionados à ordenação de algumas alternativas, com base no grau de felicidade, satisfação, gratificação, moralidade, prazer ou utilidade que elas proporcionam. O conceito de preferências é usado na economia neoclássica pós-Segunda Guerra Mundial para fornecer evidências observáveis em relação às ações das pessoas.  Essas ações podem ser descritas pela Teoria da Escolha Racional, onde os indivíduos tomam decisões com base em preferências racionais que estão alinhadas com seus próprios interesses, a fim de alcançar um resultado ótimo.
A preferência do consumidor, ou a preferência dos consumidores por marcas específicas em detrimento de produtos e serviços idênticos, é uma noção importante na influência psicológica do consumo. As preferências do consumidor têm três propriedades: completude, transitividade e não saciedade. Para que uma preferência seja racional, ela deve satisfazer os axiomas da transitividade e da completude (estatística). O primeiro axioma da transitividade refere-se à consistência entre preferências, de modo que se x é preferido a y e y é preferido a z, então x tem que ser preferido a z. O segundo axioma da completude descreve que uma relação deve existir entre duas opções, de modo que x deve ser preferido a y ou y deve ser preferido a x, ou é indiferente entre eles. Por exemplo, se prefiro o açúcar ao mel e o mel ao adoçante, então devo preferir o açúcar ao adoçante para satisfazer a transitividade e devo ter preferência entre os itens para satisfazer a completude. Sob o axioma da completude, um indivíduo não pode perder uma preferência entre quaisquer duas opções.
Se as preferências são transitivas e completas, a relação entre as preferências pode ser descrita por uma função utilitária.  Isso ocorre porque os axiomas permitem que as preferências sejam ordenadas em uma ordem equivalente sem ciclos de preferência.  Maximizar a utilidade não implica maximizar a felicidade, mas sim uma otimização das opções disponíveis com base nas preferências de um indivíduo.  A chamada Teoria da Utilidade Esperada (EUT), que foi introduzida por John von Neumann e Oskar Morgenstern em 1944, explica que, enquanto as preferências de um agente sobre opções arriscadas seguem um conjunto de axiomas, então ele está maximizando o valor esperado de uma função de utilidade.  Na teoria da utilidade, a preferência refere-se às atitudes dos tomadores de decisão em relação a recompensas e perigos. As variedades específicas são classificadas em três categorias: 1) avessas ao risco, ou seja, ganhos e perdas iguais, com os investidores participando quando a probabilidade de perda é inferior a 50%; 2) o tipo de assunção de riscos, que é o oposto polar do tipo 1); 3) Relativamente neutro em relação ao risco, no sentido de que a introdução do risco não tem associação clara com a escolha do tomador de decisão.
Os fundamentos matemáticos dos tipos mais comuns de preferências — que são representáveis por funções quadráticas ou aditivas — estabelecidos por Gérard Debreu permitiram a Andranik Tangian desenvolver métodos para sua elicitação. Em particular, as funções de preferência aditiva e quadrática em  As variáveis podem ser construídas a partir de entrevistas, onde as perguntas visam traçar totalmente  Curvas de indiferença 2D em  coordenar planos sem se referir a estimativas cardinais de utilidade.
Evidências empíricas têm mostrado que o uso de preferências racionais (e da Teoria da Escolha Racional) nem sempre prediz com precisão o comportamento humano porque faz suposições irrealistas. Em resposta a isso, os economistas neoclássicos argumentam que ela fornece um modelo normativo para as pessoas ajustarem e otimizarem suas ações.  A economia comportamental descreve uma abordagem alternativa para prever o comportamento humano usando a teoria psicológica que explora desvios das preferências racionais e do modelo econômico padrão.  Também reconhece que as preferências e escolhas racionais são limitadas por heurísticas e vieses. Heurísticas são regras básicas como a eliminação por aspectos que são usados para tomar decisões em vez de maximizar a função de utilidade.  Vieses econômicos, como pontos de referência e aversão a perdas, também violam a suposição de preferências racionais, fazendo com que os indivíduos ajam de forma irracional.
As preferências individuais podem ser representadas como uma curva de indiferença, dadas as suposições subjacentes. As curvas de indiferença retratam graficamente todas as combinações de produtos que produzem a mesma quantidade de utilidade. As curvas de indiferença nos permitem definir graficamente e classificar todas as combinações possíveis de duas commodities.
Os três pontos principais do gráfico são:
1. Se mais é melhor, a curva de indiferença cai para baixo.
2. Maior transitividade indica que as curvas de indiferença não se sobrepõem.
3. A propensão para a diversidade faz com que as curvas de indiferença se curvem para dentro.